# Калдир
Калдир је насељено место у саставу општине Мотовун у Истарској жупанији, Хрватска. До територијалне реорганизације у Хрватској налазио се у саставу старе општине Пазин.

## Становништво
На попису становништва 2011. године, Калдир је имао 231 становника.

## Попис1991.
На попису становништва 1991. године, насељено место Калдир је имало 266 становника, следећег националног састава:
| Попис 1991.‍  | Попис 1991.‍  | Попис 1991.‍ | Попис 1991.‍ | Попис 1991.‍ |
| ------------ | ------------ | ----------- | ----------- | ----------- |
|              |              |             |             |             |
| Хрвати       | Хрвати       |             | 198         | 74,43%      |
| Италијани    | Италијани    |             | 9           | 3,38%       |
| Словенци     | Словенци     |             | 3           | 1,12%       |
| остали       | остали       |             | 3           | 1,12%       |
| неопредељени | неопредељени |             | 11          | 4,13%       |
| регион. опр. | регион. опр. |             | 42          | 15,78%      |
| укупно: 266  |              |             |             |             |